# Сага о Форсайтах (телесериал, 2025)
«Сага о Форсайтах» (англ. The Forsyte Saga) — предстоящий британский шестисерийный телесериал, экранизация романов Джона Голсуорси, опубликованных в 1906—1921 годах.

## Сюжет
Сюжет сериала прослеживает события в семье, принадлежащей к высшему среднему классу Англии конца XIX — начала XX века, описывая жизнь вымышленной семьи Форсайтов. В центре сюжета — Сомс Форсайт, который, являясь представителем окрепшего среднего класса, пытается сохранить семейные идеалы, сформированные викторианским отношением к жизни и своему богатству. Повествование разворачивается в драматических событиях, в центре которых — борьба четырёх поколений между семейными традициями и освобождением от социальных оков общества.

## В ролях
- Милли Гибсон — Ирэн
- Джошуа Орпин — Сомс Форсайт, адвокат
- Франческа Аннис — Анна
- Джек Дэвенпорт — Джеймс
- Том Дюрант Притчард — Монти
- Таппенс Миддлтон — Фрэнсис
- Стивен Мойер — Джолион-старший
- Элеонор Томлинсон — Луиза
- Дэнни Гриффин — Джо
- Сьюзан Хэмпшир — леди Картерет
- Джозетт Саймон
- Джейми Флэттерс — Филип Босинни
- Фиона Баттон — миссис Кларисса Херон
- Тристан Старрок — профессор Херон
- Джастин Мур — Джун Форсайт
- Дэнни Гриффин — Джолион Форсайт
- Элеонора Джексон — Уинифред Форсайт
- Наоми Фредерик — Эмили Форсайт
- Шэрон Роуз — Алисии Коул
- Оуэн Игиехон — Айзек

## Производство
Сценарий шестисерийной экранизации написала Дебби Хорсфилд, а режиссёрами эпизодов стали Мину Гаур и Аннетта Лауфер. Шина Бактауонсинг и Дебби Хорсфилд, Гаур, Дэмиен Тиммер и Сюзанна Симпсон стали исполнительными продюсерами.
В актёрский состав вошли Элеонора Томлинсон, Джек Дэвенпорт, Милли Гибсон, Стивен Мойер, Джошуа Орпин, Таппенс Миддлтон, Франческа Эннис, Джейми Флаттерс и Сьюзан Хэмпшир. Хэмпшир, которая исполняла роль Флёр Форсайт в оригинальном сериале 1960-х годов, сыграет вдовствующую леди Картерет. Фиона Баттон и Наоми Фредерик вошли в актёрский состав в июне 2024 года.
Съёмки начались в Бристоле в мае 2024 года, места съёмок включали Christmas Steps. Съёмки также планировалось провести в Уэльсе и Италии.